# Marcell Jansen
Marcell Jansen (Mönchengladbach, 4 november 1985) is een Duits voormalig betaald voetballer die bij voorkeur links in de verdediging speelde. Op 3 september 2005 debuteerde hij tegen Slowakije in het Duits voetbalelftal, waarvoor hij 45 interlands speelde. Jansen maakte deel uit van de nationale selectie voor het WK 2006, het EK 2008 en het WK 2010.

## Carrière

### Voetballer
Hij begon met voetballen bij SV Mönchengladbach. Jansen stroomde in 2004 door vanuit de jeugd van Borussia Mönchengladbach, waarvoor hij in december van dat jaar debuteerde in de Bundesliga, tegen Hertha BSC. Hij eindigde drie seizoenen op rij met de club in de onderste helft van de ranglijst, in het laatste seizoen daarvan op de laatste plaats. De club degradeerde, maar Jansen bleef actief op het hoogste niveau, want Bayern München nam hem over.
Jansen won met Bayern München in het seizoen 2007/2008 het Duitse landskampioenschap en de DFB-Pokal. Zelf droeg hij - mede door blessures - in zeventien competitiewedstrijden zijn steentje bij. In het bekertoernooi kwam hij dat jaar niet in actie.
Ondanks een tot 2011 doorlopend contract bij Bayern München, verruilde hij de club na één seizoen voor Hamburger SV, dat € 8.000.000,- voor hem betaalde. Hiervoor speelde hij de laatste zeven jaar van zijn carrière. In zijn eerste jaar bij Hamburger maakte hij ook zijn debuut in de UEFA Europa League. Jansen eindigde in zijn eerste drie jaar bij 'HSV' met de club in de bovenste helft van de ranglijst van de Bundesliga. Tijdens zowel het seizoen 2013/14 als 2014/15 werd hij zestiende met de club en kwamen er promotie-degradatiewedstrijden aan te pas om behoud te bewerkstelligen. Nadat zijn contract bij Hamburg in juli 2015 afliep, maakte hij op 29-jarige leeftijd bekend te stoppen met betaald voetbal. Hij zag het naar eigen zeggen niet zitten om nog voor een andere club dan Hamburg uit te komen.

### Voetbalbestuurder
Op 6 februari 2018 werd Marcell Jansen lid van de Raad van Commissarissen van Hamburger SV. Minder dan een jaar later, op 19 januari 2019, werd hij gepromoveerd tot voorzitter van HSV. Sinds 28 maart 2020 is Jansen ook voorzitter van de Raad van Commissarissen.

## Statistieken
| Seizoen   | Club                     | Competitie | Duels | Goals |
| --------- | ------------------------ | ---------- | ----- | ----- |
| 2004/2005 | Borussia Mönchengladbach | Bundesliga | 18    | 1     |
| 2005/2006 | Borussia Mönchengladbach | Bundesliga | 32    | 3     |
| 2006/2007 | Borussia Mönchengladbach | Bundesliga | 23    | 1     |
| 2007/2008 | FC Bayern München        | Bundesliga | 17    | 0     |
| 2008/2009 | Hamburger SV             | Bundesliga | 25    | 3     |
| 2009/2010 | Hamburger SV             | Bundesliga | 18    | 6     |
| 2010/2011 | Hamburger SV             | Bundesliga | 16    | 2     |
| 2011/2012 | Hamburger SV             | Bundesliga | 29    | 5     |
| 2012/2013 | Hamburger SV             | Bundesliga | 28    | 1     |
| 2013/2014 | Hamburger SV             | Bundesliga | 21    | 1     |
| 2014/2015 | Hamburger SV             | Bundesliga | 15    | 2     |